# Osaka Gas
Osaka Gas Co., Ltd. (Ōsaka Gasu Kabushiki-gaisha) er et japansk gasselskab med hovedkvarter i Osaka. Det forsyner Kansai-regionen, især Keihanshin-området med naturgas.
Osaka Gas er også engageret i transport og produktion af naturgas og LNG. Det er de bl.a. igennem aktiver i Australien, Norge og Oman; samt rørledninger og LNG-terminaler.
Der er 68 mio. husstande i deres forsyningsområde og de vedligeholder 56.500 km gasledning..